# Ђемонио
Ђемонио (итал. Gemonio) је насеље у Италији у округу Варезе, региону Ломбардија.
Према процени из 2011. у насељу је живело 2661 становника. Насеље се налази на надморској висини од 309 м.

## Становништво
| 1936. | 1951. | 1961. | 1971. | 1981. | 1991. | 2001. | 2011. |
| ----- | ----- | ----- | ----- | ----- | ----- | ----- | ----- |
| 1.383 | 1.709 | 1.964 | 2.227 | 2.232 | 2.393 | 2.552 | 2.883 |